# Кискилл-Лилла
Кискилл-Лилла — ночная женщина-демоница в Шумерской и Аккадской мифологиях. Дочь Ану и Нинхурсаг. Согласно мифологии и фольклору, Кискил-Лила — богиня ночных бурь.
Она изображена в виде красивой и сладострастной женщины, сидящей на двух диких кошках и с когтями хищника вместо ног.
Она жила и пережидала дневную пору в свитом ею гнёздышке на высоком дереве около дома Халуппу Инанны.
Вместе со своим домом-гнездом уничтожена Гильгамешем.

## Этимология
Вариации её имени: Ки — сикил — лил — ла — ке , Ки — сикиль — уд — да — ка — ра («дева, подобная свету»), иногда отождествляется с Лилиту. Однако это имя странное, ведь в древнем Шумере Кискилл-Лилла была женщиной, вампирическим демоном ночи. Она упоминается в прологе к Эпосу о Гильгамеше . Её, более привычное имя, Кискилл-Лилла, переводится как «дева Лилы», либо же, как в «возлюбленная спутница Лилы». Отец Гильгамеша, Лила (или Лиллу, источники противоречат друг другу), как говорили, был инкубом и был известен тем, что нападал на женщин, когда они спали.